# Barbus guirali
Barbus guirali är en fiskart som beskrevs av Thominot, 1886. Barbus guirali ingår i släktet Barbus och familjen karpfiskar. IUCN kategoriserar arten globalt som livskraftig. Inga underarter finns listade.